# San Manuel (Isabela)
Pour les articles homonymes, voir San Manuel.
San Manuel est une municipalité de la province d’Isabela, aux Philippines.